# Can Genovés (Castellbell i el Vilar)
Can Genovés és una obra de Castellbell i el Vilar (Bages) protegida com a Bé Cultural d'Interès Local.

## Descripció
Construcció situada al nord de l'Avinguda Catalunya al nucli del Borràs. Es tracta d'una masia de planta rectangular, dividida en tres trams, cada un amb coberta independent a una vessant. Destaca l'obertura de la porta principal que és un arc adovellat. Hi ha construccions als voltants, fruits de posteriors ampliacions i afegits.